# Jamajka (skladba)
»Jamajka« je skladba in single Tomaža Domicelja iz leta 1978. Domicelj je sočasno tudi avtor glasbe in besedila.

## Dnevi slovenske zabavne glasbe Celje '78
Prvič predstavljena na Dnevih slovenske zabavne glasbe Celje '78 in izdana na kaseti istoimenske kompilacije. Domicelj je na festivalu osvojil 1. nagrado mednarodne žirije in zlato kitaro revije Stop.

## Snemanje
Producent je bil Dečo Žgur, snemanje pa je potekalo v Studio 14, RTV Ljubljana. Skladba je bila izdana kot single, skupaj z uspešnico »Pogum« (stran B) na mali vinilni plošči.
Leto kasneje je bila izdana še na albumu 48 na veliki vinilni plošči in kaseti. Oboje je bilo izdano pri založbi RTV Ljubljana.

## Zasedba

### Produkcija
- Tomaž Domicelj – glasba, besedilo
- Dečo Žgur – aranžma, producent
- Zoran Ažman – tonski snemalec

### Izvedba
- Tomaž Domicelj – solo vokal
- Mario Rijavec – dirigent
- Revijski orkester RTV Ljubljana – glasbena spremljava
- Simona Sila (Strune) – spremljevalni vokali
- Zvezdana Sterle (Strune) – spremljevalni vokali
- Alenka Felicijan (Strune) – spremljevalni vokali

## Mala plošča
7" vinilka
- »Jamajka« (A-stran) – 3:12
- »Pogum« (B-stran) – 3ː20